# Imidazole
Imidazole là một hợp chất hữu cơ có công thức (CH)2N(NH)CH. Nó là một chất rắn không màu, tan trong nước tạo dung dịch hơi có tính base. Trong hóa học, nó là một hợp chất dị vòng thơm, là một diazole và là một alkaloid.
Các dẫn xuất của imidazole, là một họ các hợp chất dị vòng có cùng nhân 1,3-C3N2, nhưng khác nhau về nhóm thế. Hệ vòng này xuất hiện trong nhiều cấu trúc sinh học quan trọng, như histidin, và hormon liên quan histamin. Nhiều loại thuốc có chứa một nhân imidazole, như các loại thuốc kháng nấm, nitroimidazole, và thuốc an thần midazolam.

## Các hợp chất dị vòng có liên quan
- Benzimidazole, một vòng tương tự hợp với một nhân benzene
- Dihydroimidazole, một vòng tương tự trong đó liên kết đôi ở vị trí 4,5 bị bão hòa
- Pyrrole, một vòng tương tự nhưng chỉ có một nguyên tử nitơ duy nhất ở vị trí 1
- Oxazole, một vòng tương tự có nguyên tử nitơ ở vị trí 1 được thay bởi oxy
- Thiazole, một vòng tương tự có nguyên tử nitơ ở vị trí 1 được thay bởi lưu huỳnh
- Pyrazole, một vòng tương tự nhưng hai nguyên tử nitơ ở cạnh nhau
- Triazole, các vòng tương tự với ba nguyên tử nitơ